# Pero (psací potřeba)

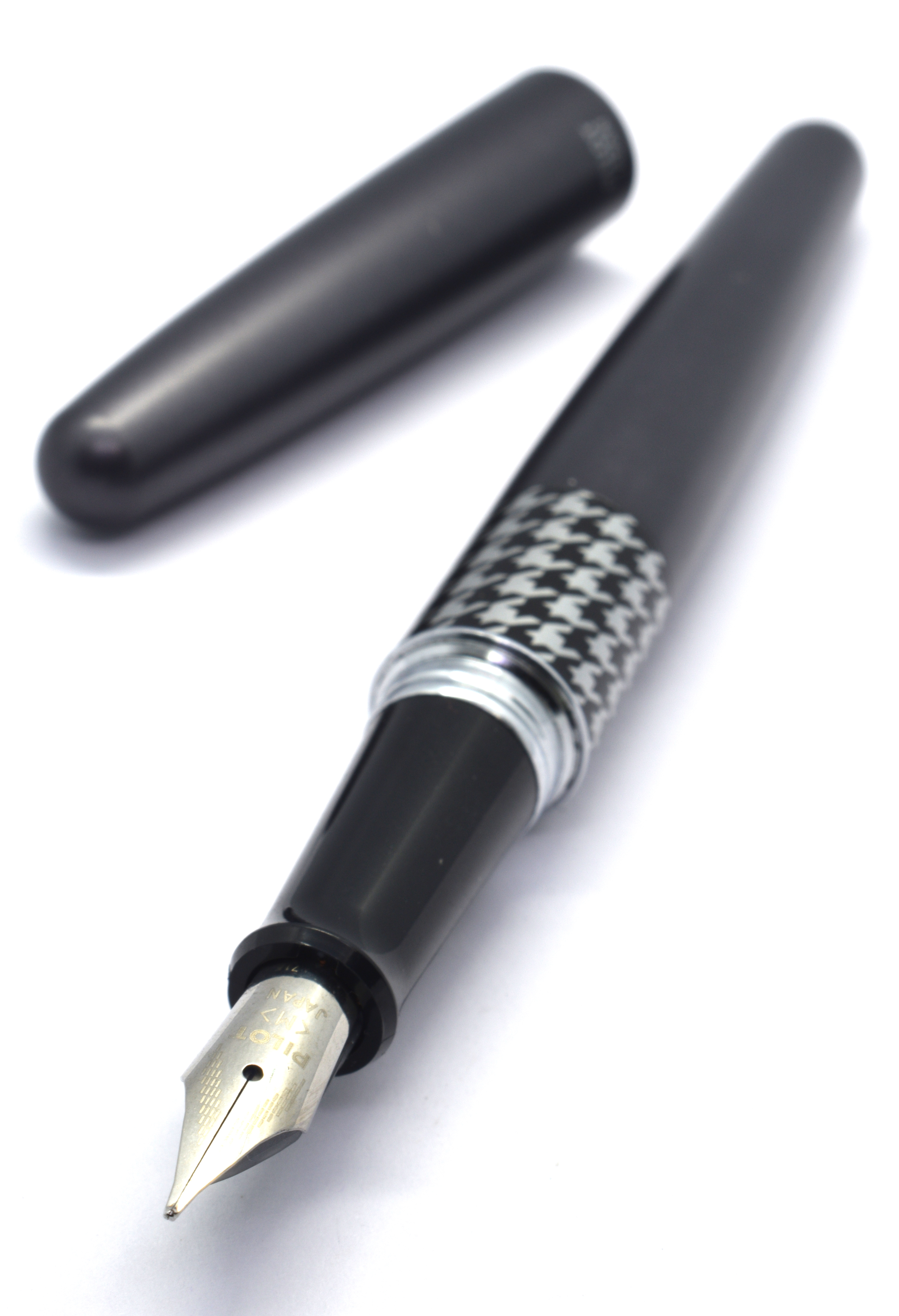
Plnicí pero

Pero je druhem psací potřeby.

## Historie

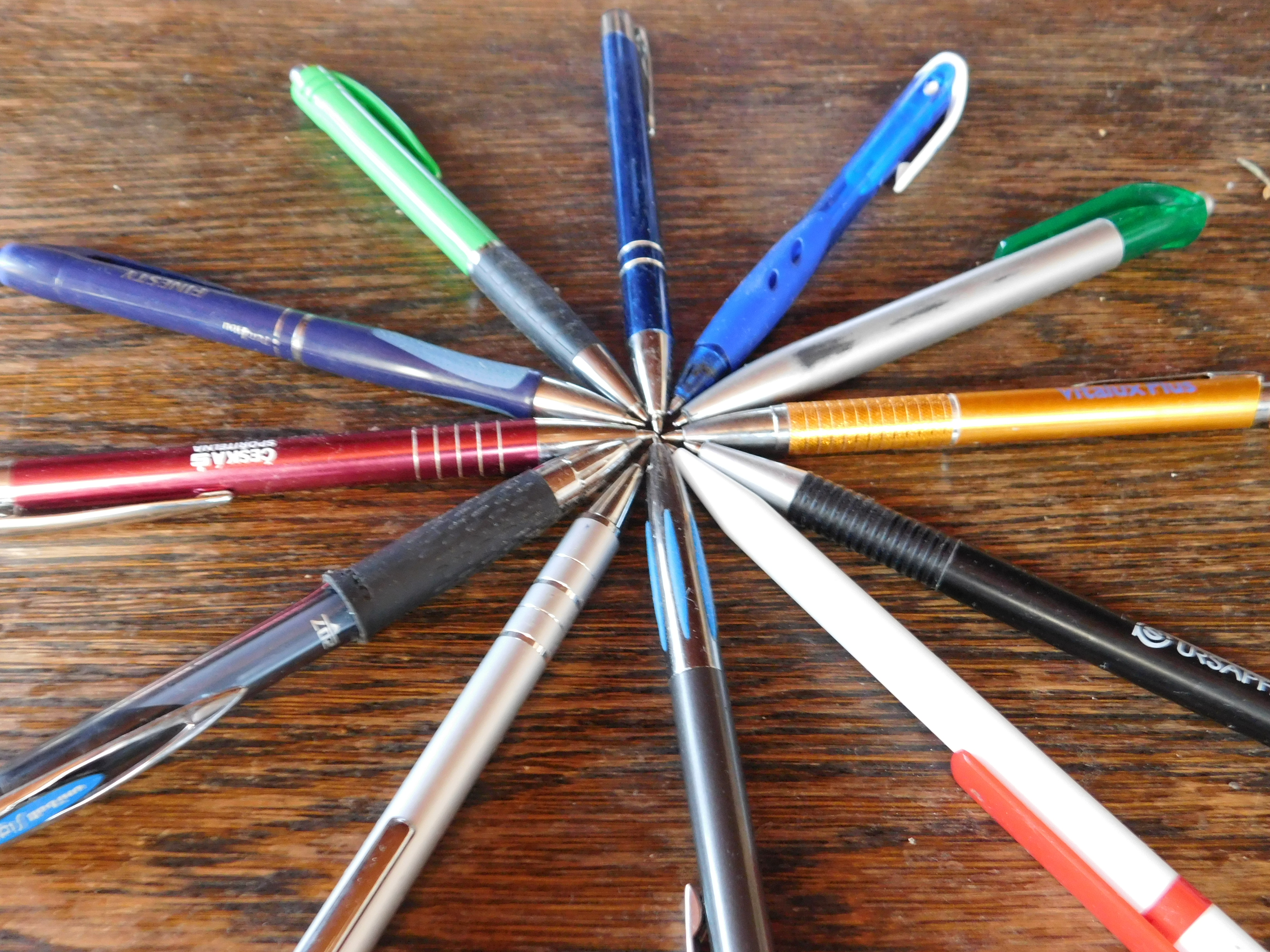
Různé druhy propisovacích tužek

Ptačí brk byl používán až do poloviny 19. století. Do počátku novověku byl seřezáván do širokého hrotu, čímž bylo umožněno psát pomocí silných a vlasových tahů. V novověku se však začal seřezávat šikmo, takže stopa byla vlasová, což umožnilo rychlejší psaní. Stínování se pak provádělo přítlakem pera.
Někde se používalo pero rákosové. Rákos, latinsky Calamus, dal tak jméno kalamáři.
V 19. století se začalo využívat ocelové pero, které se skládalo z ocelového perka (špičky) a z násadky (rukojeti). Perku s násadkou se říkalo pero. (Údaj ze vzpomínek učitele: „Když jsem já počal choditi do školy od 1. října 1864, již se brkovým perům odzvánělo a počalo se psát ocelovými“.) V českých zemích byla ocelová perka vyráběna asi až do poloviny let sedmdesátých ve 20. století. Ocelová perka byla levná, žák jich měl více, aby je mohl při rozskřípání ihned vyměnit. Nasazovala se do násadky, namáčela se do inkoustu v kalamáři, který byl před každým žákem zasazen v otvoru v lavici. Zámožnější žáci měli pera plnicí, jak se postupně zlevňovala, stále více se rozšiřovala. Na přelomu let padesátých a šedesátých v minulém století se navíc rozšířily i propisovací tužky, ocelová pera v tu dobu ve školách postupně skončila. Nadále se ale zejména pro kaligrafické účely používají redispera.
Plnicí pera začala být hojně využívána po první světové válce, nicméně jeho počátky sahají až do 17. století. Konstruktérem moderního pera byl Lewis Edson Waterman.
Dnes nejhojněji užívaným typem pera je kuličkové pero (propiska). Jeho počátky sahají do 2. poloviny 19. století, širokého rozšíření se mu však dostalo až po odstranění technických problémů (zadrhávání kuličky, samovolné vytékání psací pasty) po druhé světové válce.